# Livio Berruti
Livio Berruti (Torí, Itàlia, 19 de maig de 1939) és un atleta italià, ja retirat, especialista en velocitat.
Berruti va participar amb només 21 anys als Jocs Olímpics de Roma de 1960 a la prova de 200 metres. A semifinals va córrer en 20.5 segons, igualant el rècord del món de la distància. A la final repetí els 20.5 i guanyà la medalla d'or superant els atletes americans. En la prova de 4 x 100 m relleus obtingué la quarta posició.
Aquesta victòria al començament de la seva carrera fou la seva màxima fita. Participà a tres Campionats d'Europa amb una 7a posició com a millor classificació, l'any 1966. Guanyà els campionats italians de 100 i 200 m entre 1957 i 1962 i dos títols més en 200 metres el 1965 i 1968. També participà a dues noves edicions olímpiques (1964 i 1968), essent 5è als 200 metres el 1964.
El seu palmarès es completa amb dos ors en la Universiada de Torí 1959 i un altre or als Jocs del Mediterrani de 1963 a Nàpols. També guanyà 14 campionats nacionals, sis en els 100 metres i vuit en els 200 metres, entre 1957 i 1968.

## Millors marques
- 100 metres. 10.2" (1960)
- 200 metres.. 20.5" (1960)[4]